# Ронгбук (ледник)
Ронгбук (кит. трад. 絨布冰川, упр. 绒布冰川, пиньинь Róngbù Bīngchuān) — ледник в Гималаях, в Тибетском автономном районе КНР. У него есть два больших ледника-притока: Восточный Ронгбук и Западный Ронгбук, которые берут начало на горе Джомолунгме, а ниже они сливаются в единый ледник Ронгбук. Он движется дальше на север и формирует долину Ронгбук севернее Джомолунгмы. На северном конце этой долины расположен известный одноимённый монастырь Ронгбук. Из ледника берёт начало одноимённая река.

## Открытие
Английский альпинист Джордж Мэллори первым исследовал основную часть Долины Ронгбук и ледника в поисках путей к вершине Джомолунгмы во время первой Британской разведывательной экспедиции на Джомолунгму в 1921 году.
Восточный Ронгбук впервые был исследован Эдвардом Оливером Уиллером в августе 1921 года — в рамках той же экспедиции и также в поисках проходимого маршрута к вершине Джомолунгмы через долину, в которой Восточный Ронгбук располагается. Когда 3 августа 1921 г. Уиллер был на перевале Лхакпа-Ла, он понял, что именно через Восточный Ронгбук лежит преодолимый путь к высочайшей вершине. Через несколько недель партия, состоящая из Джорджа Мэллори, Гая Буллока и Э. О. Уиллера, исследовала начало этой долины, перейдя через перевал Лхакпа-Ла. Так они стали первыми людьми, достигшими Северного седла Джомолунгмы и ступившими на склоны этой горы.

## Маршрут на Джомолунгму
Альпинистские экспедиции, пытающиеся взойти нормальным маршрутом на вершину Джомолунгмы со стороны Тибета, идут через ледник Ронгбук до Продвинутого Базового лагеря (англ. Advanced Base Camp), расположенного на верхнем конце Восточного Ронгбука. А уже оттуда лежит путь к вершине через Северное седло и Северо-Восточный Гребень.

## Охрана окружающей среды
С 2007 года американский альпинист и кинематографист Дэвид Брешерс фиксирует быстрое исчезновение ледника Ронгбук, вызванное глобальными изменениями климата. Брешерс, пройдя по пути экспедиции Дж. Мэллори 1921 г., обнаружил значительные потери массы льда на Западном, Главном и Восточном Ронгбуке. В сотрудничестве с «Asia Society» и «MediaStorm» организация Брешерса «GlacierWorks» оцифровала и выложила в Интернет фотографии ледника, сделанные в разное время. За 80 лет нижняя граница ледника Ронгбук поднялась более чем на 90 метров по вертикали.

## Галерея

Современная анимация; Джомолунгма справа вверху.
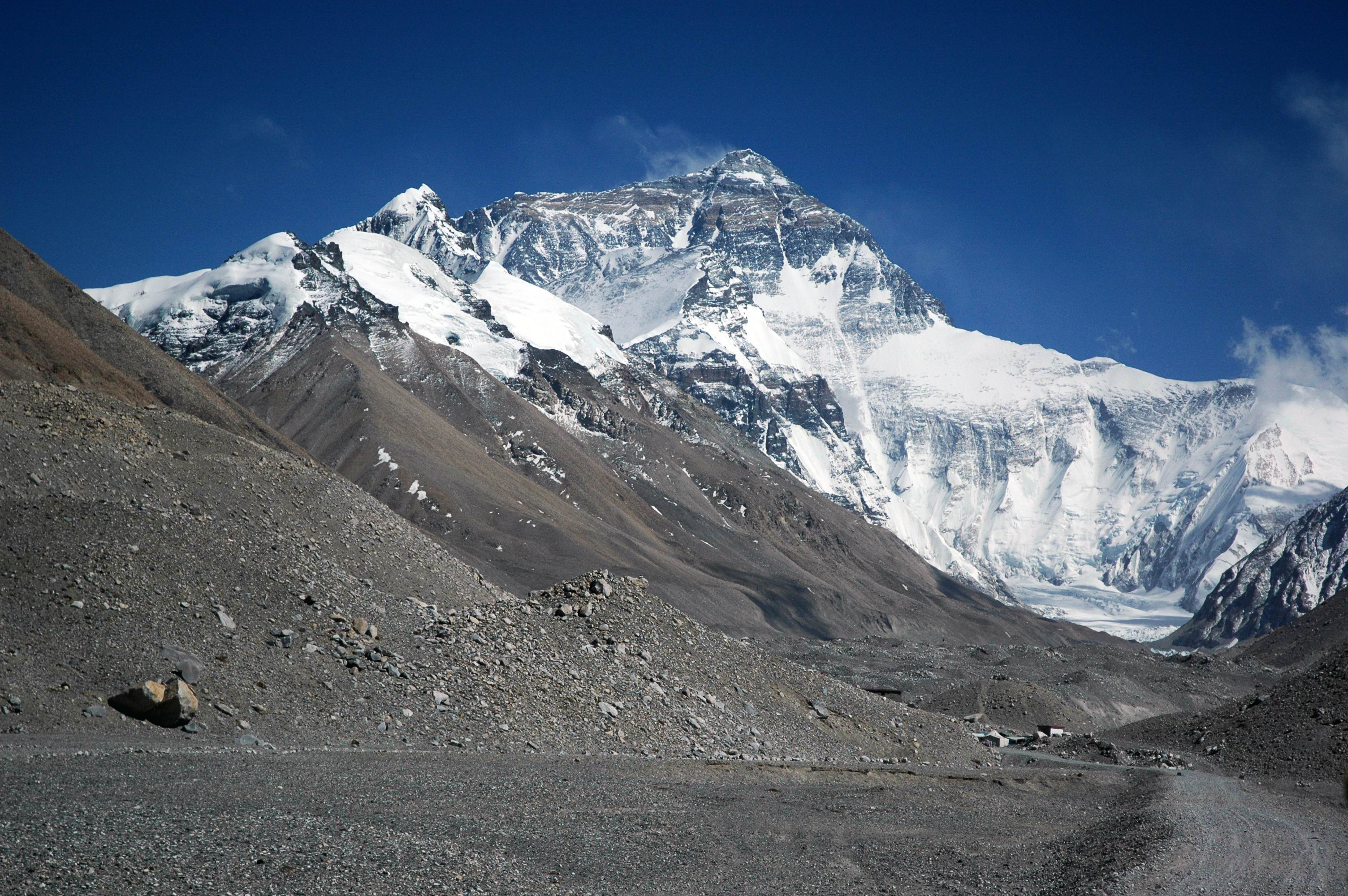
Вид на Джомолунгму и долину Ронгбук с ледника Ронгбук.
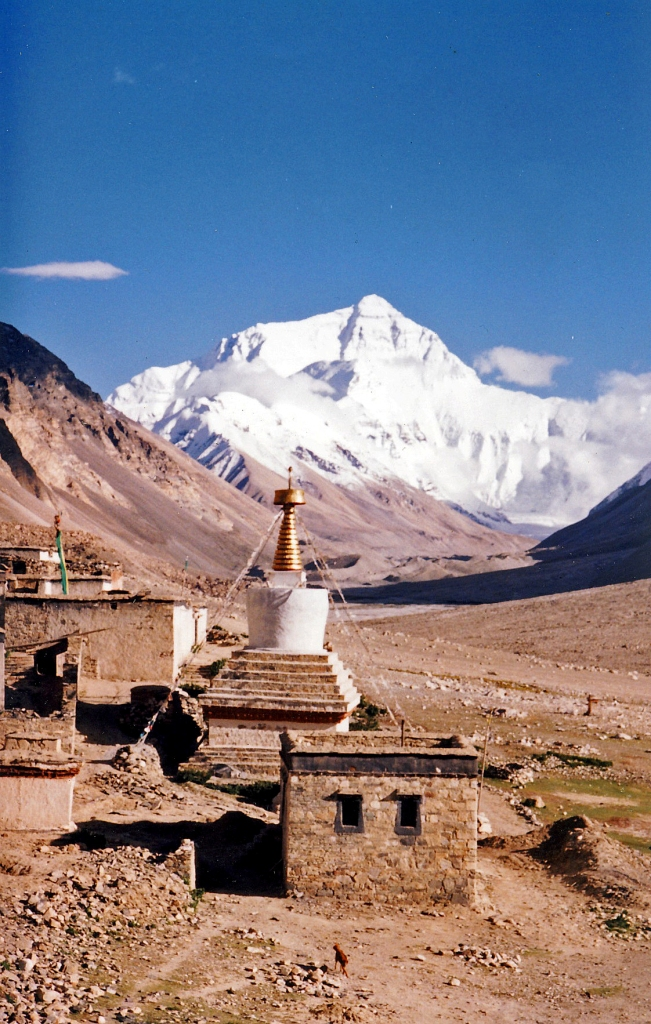
Джомолунгма и монастырь Ронгбук.